# Nokia Eseries
Die Nokia ESeries war eine Serie von Smartphones der Firma Nokia, die für Business-Kunden ausgelegt ist und somit das Gegenstück zur multimedia-orientierten Nseries darstellt. Die Modelle dieser Reihe basieren auf dem Betriebssystem Symbian OS mit der Nokia-eigenen Benutzeroberfläche S60 und richten sich je nach Modell an spezielle Anwenderzielgruppen im Geschäftsbereich. Diese Smartphones zeichnen sich durch umfassende Internet-, E-Mail- und Office-Funktionen bei gleichzeitig geringem Gewicht (etwa im Vergleich zu einem Nokia Communicator) aus. Fast alle Modelle haben zudem die Erweiterbarkeit per RS-MMC, miniSD- bzw. microSD-Karte gemeinsam. Die Geräte sind Tri- oder Quadband-fähig und damit international nutzbar. Die mit WLAN ausgestatteten Modelle lassen dieses zur Internet-Telefonie über SIP nutzen, was im Umkreis des heimischen WLAN-Routers durchaus ein Schnurlostelefon ersetzen kann. Unterwegs lassen sich mit den WLAN-Modellen freie Hotspots für die Voice-Over-IP-Telefonie nutzen und es ist ein Telefonieren ohne jegliche Handygebühren möglich.

## Modelle

### Nokia E50

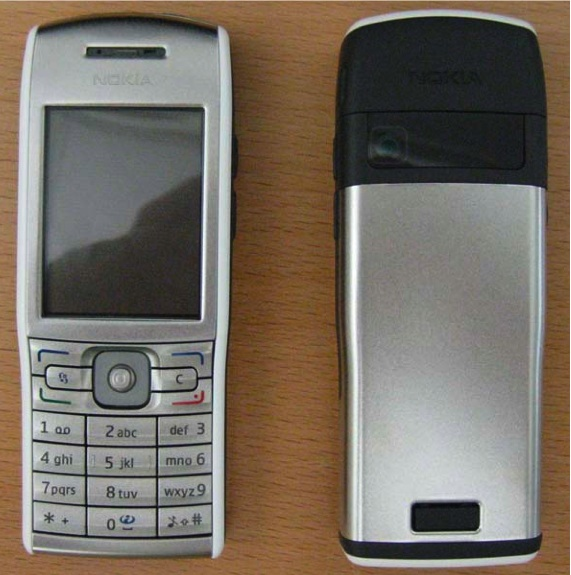
Nokia E50

Das Nokia E50 ist das Einsteiger-Handy der E-Serie mit kleinstem Formfaktor und Gewicht. Es ist ein Quadband-Handy; UMTS, WLAN und HSDPA fehlen. Es ist neben dem E51 (E51-2 besitzt ebenfalls keine Kamera) das einzige Gerät der Eseries, das sowohl mit als auch ohne eine integrierte 1,3-Megapixel-Kamera erhältlich ist. Das E50 kann neben der Verbindung über das Mobilnetz Daten per Infrarot, Bluetooth 2.0 +EDR und USB (per Datenkabel) austauschen. Es verfügt über Funktionen zur Bearbeitung von E-Mails, kann Word-, Excel- und PowerPoint-Dokumente mit der mitgelieferten Version der Software Quickoffice aber nur anzeigen und nicht bearbeiten. Die Bearbeitungsmöglichkeit für Word-, Excel- und Powerpoint-Dokumente lässt sich kostenpflichtig nachrüsten. Ebenfalls mitgeliefert wird der Adobe Reader LE 1.5 zur Anzeige von PDF-Dokumenten, Macromedia Flash Lite und ein Programm zum Entpacken von ZIP-Dateien. Das E50 bietet die Möglichkeit, Nachrichten durch das Handy vorlesen zu lassen. Es verfügt über einen hotswap-tauglichen MicroSD-Slot für Karten mit bis zu 2 GB Speicherplatz (also kein SDHC). Als Akku kann ein BL-5C oder BL-6C dienen.

### Nokia E51

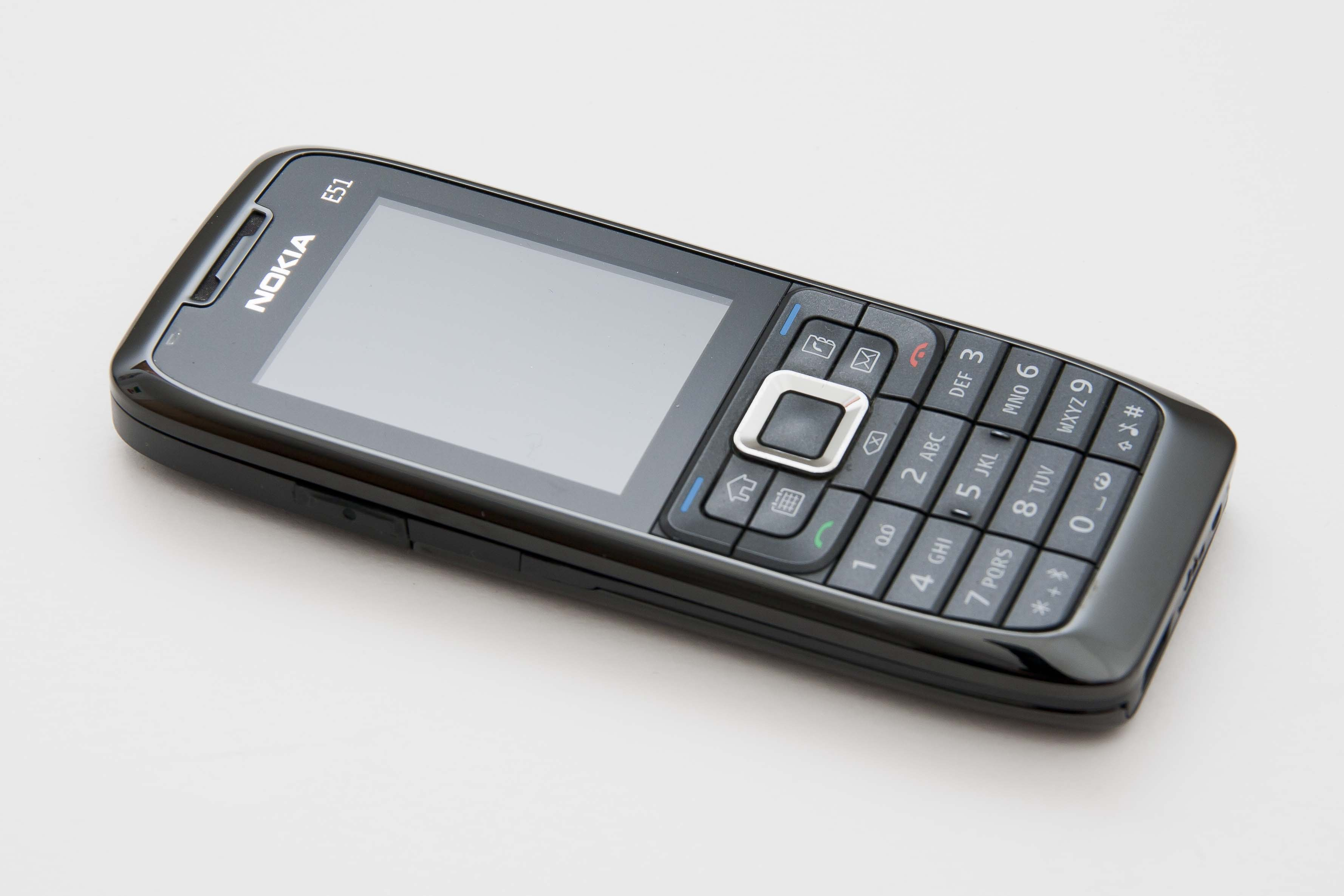
Nokia E51

Das E51 ist der Nachfolger des E50 und wurde um einiges verbessert. Dieses Modell verfügt über UMTS, HSDPA und WLAN und hat auf der Rückseite eine Kamera mit 2 Megapixeln integriert. Seit dem Frühjahr 2008 ist das Nokia E51 aber auch ohne Kamera erhältlich (Modell E51-2). Damit ist das Gerät auch heute (2016) noch für Geschäftskunden interessant, die zum Schutz von Betriebsgeheimnissen keine Handys mit Kamera in ihrem Unternehmen oder in Fremdfirmen nutzen dürfen. Das E51 ist in der Lage, Gespräche über VoIP herzustellen. Das Display hat eine Auflösung von 320 × 240 Pixeln und eine Diagonale von 2" (etwa 5 cm). Der interne Speicher ist 130 MB groß und kann durch microSDHC-Karten um bis zu 16 GB erweitert werden. Das Modell ist 100 g schwer. Die Stand-by-Zeit beträgt bis zu 13 Tage.

### Nokia E52

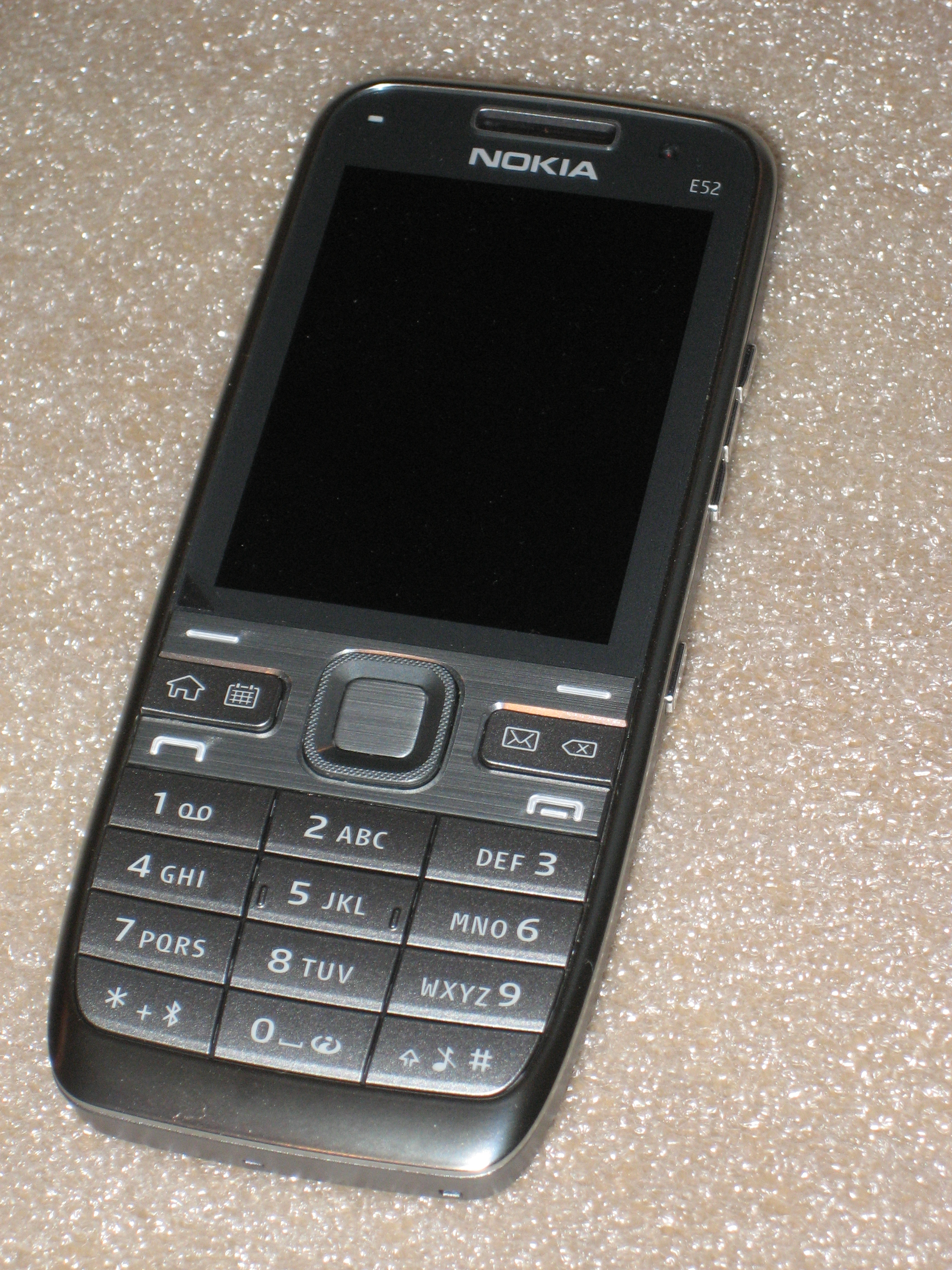
Nokia E52

Das E52 stellt den Nachfolger des E51 dar. Es verfügt über ein überarbeitetes Betriebssystem und ein größeres Display (2,4 Zoll). Neben HSDPA kommt nun auch HSUPA zum Einsatz. Im Vergleich zum Vorgänger wurde das E52 um A-GPS erweitert. Die Kamera besitzt eine Auflösung von 3,2 Megapixeln. Als Akku wird ein BP-4L mit 1500 mAh verwendet. Die Stand-by-Zeit beträgt bis zu 29 Tage im UMTS-Modus und bis zu 23 Tage im GSM-Modus. Außerdem besitzt es eine Micro-USB-Ladebuchse und eine 3,5-mm-Klinkenbuchse. Das Modell ist 98 g schwer.

### Nokia E55
Das Nokia E55 ist ein  Business-Handy mit einer sog. „kompakten QWERTZ-Tastatur“. Dadurch wird es möglich, dass das Gerät mit 20 z. T. doppelbelegten Tasten auskommt (zum Vergleich: das E71 hat 37 Tasten) und so eine „normale“ Barrenform hat. Neben der standardmäßigen Unterstützung von GSM, UMTS und WLAN unterstützt es auch HSDPA (10,2 Mbit/s) und HSUPA. Es wiegt 95 Gramm und verfügt über GPS, über eine 3,2-Mpix-Kamera und ein QVGA-Display mit Bewegungs-Sensor. Der interne Speicher von 100 MB kann mittels microSD-Karte um bis zu 16 GB erweitert werden. Neben Bluetooth 2.0 verfügt es über einen 3,5-mm-AV-Anschluss für handelsübliche Kopfhörer und einen micro-USB-Anschluss, der USB 2.0 beherrscht. Aufgrund des integrierten Akkus mit einer Kapazität von 1500 mAh sind Stand-by-Zeiten von bis zu 744 Std. in GSM- und 504 Std. in UMTS-Netzen möglich.
Das Nokia E55 ist nicht in Deutschland erhältlich. Als Alternative wird das Nokia E52 angeboten.

### Nokia E60
Das Nokia E60 ist etwas größer und schwerer als das E50. Es verfügt zusätzlich über UMTS und WLAN sowie ein mit 352 × 416 Pixeln höher auflösendes Display, das sonst nur in den Nokia-Modellen E70, N80 und N90 eingesetzt wurde. Das Modell hat keine Kamera und kann durch RS-MMC-Speicherkarten um bis zu 2 GB erweitert werden. Videotelefonie wird unterstützt, jedoch kann man dem Gesprächspartner wegen der fehlenden Kamera nur ein Standbild zeigen.
Weiters bietet das E60 VoIP (über WLAN, oder Mobilfunk)

### Nokia E61 / Nokia E62

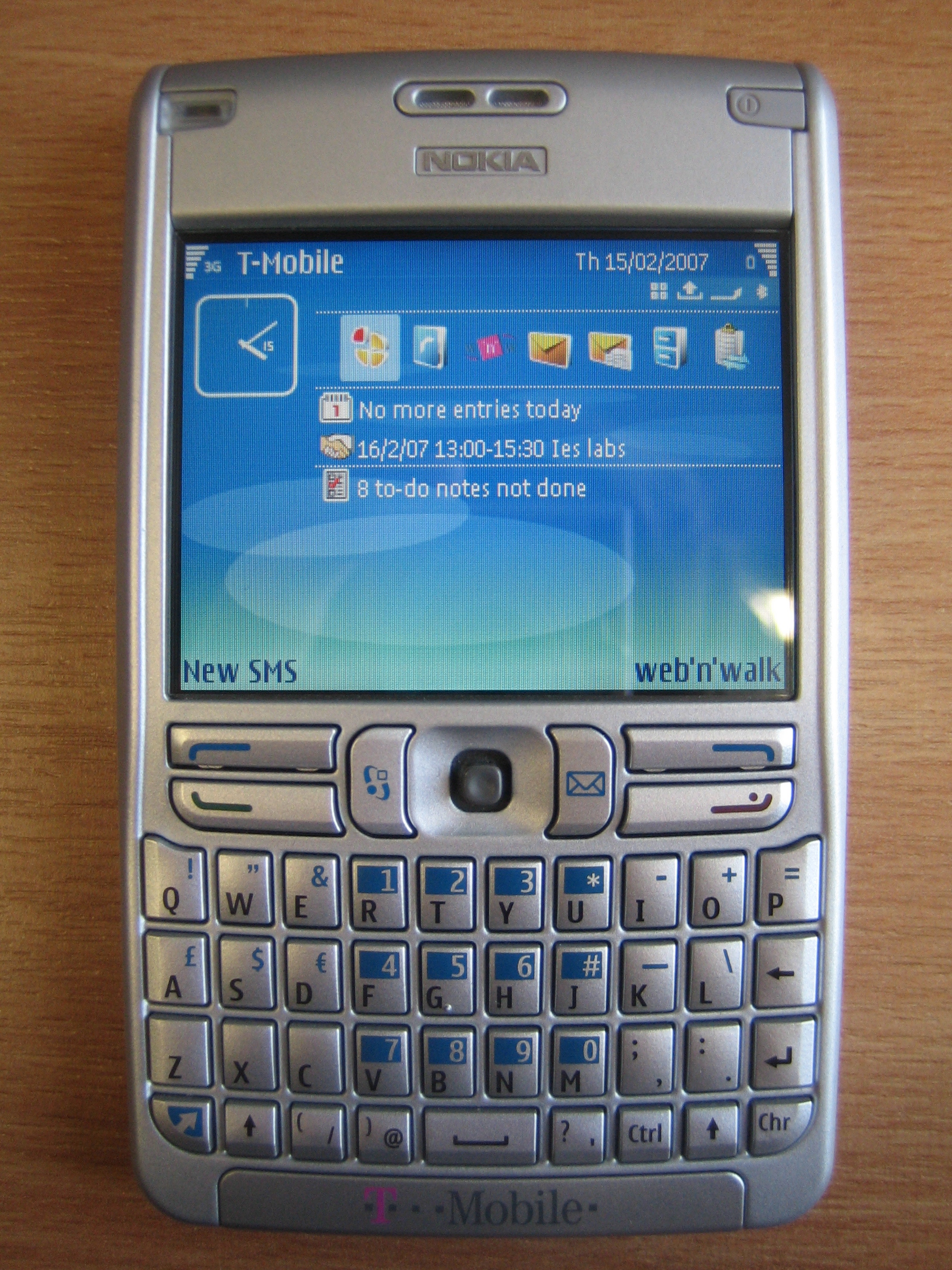
Nokia E61

Das E61 hat das breite Format der bekannten Blackberry-Geräte und kann als direkter Konkurrent zu diesen angesehen werden, auch im Hinblick auf die unterstützen Push-E-Mail-Lösungen. Es verfügt über eine vollständige Tastatur, ein großes QVGA-Display mit 16,7 Mio. Farben, VoIP-Unterstützung, sowie UMTS und WLAN. Auf eine Kamera wurde verzichtet. Der Speicher kann durch MiniSD-Speicherkarten um bis zu 2 GB erweitert werden. Das Gehäuse besteht zum Großteil aus einer Magnesium-Legierung.
Mit dem E62 gibt es eine Version des E61 mit verringerter Ausstattung. Das E62 ist für den nordamerikanischen und brasilianischen Markt bestimmt; ihm fehlen die WLAN- und die UMTS-Unterstützung.

### Nokia E61i

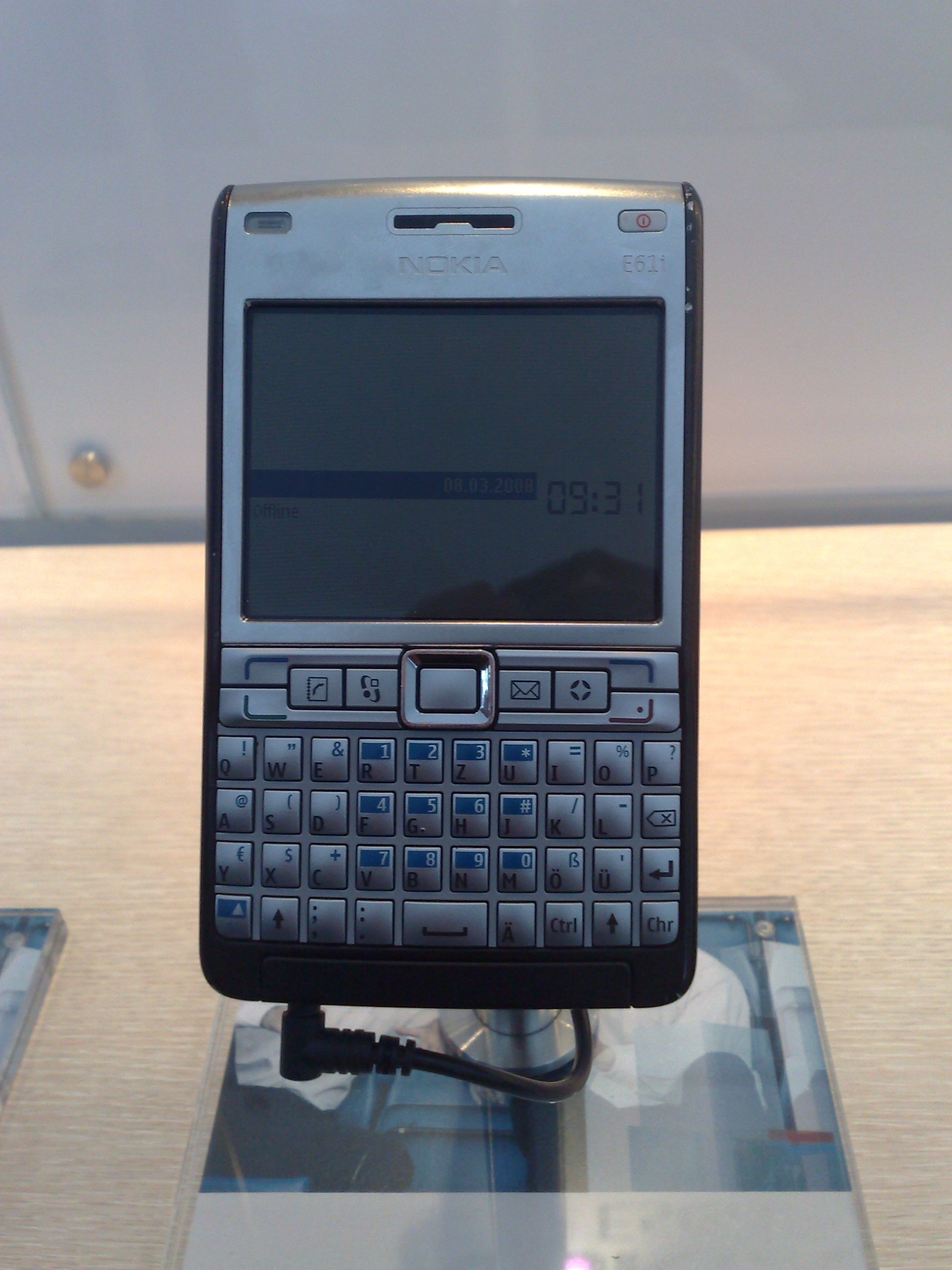
Nokia E61i

Das Nokia E61i ergänzt das E61 und verfügt zusätzlich über eine Kamera mit 2 Megapixeln Auflösung. Es ist mit 150 Gramm geringfügig schwerer als das E61. Die Bauweise fällt geringfügig flacher aus und die Tastenabstände wurden vergrößert. Eine weitere Neuerung ist die unterschiedliche Anordnung der Tasten. So wurde der Joystick des E61 durch eine 5-Wege-Navigationstaste ersetzt und das E61i besitzt eine frei definierbare Taste sowie zwei Schnelltasten für das Telefonbuch und für Mitteilungen. Ein weiterer Unterschied ist, dass die Leuchtdiode oben links am Telefon nun auch bei SMS oder verpassten Anrufen blinkt – dies war beim E61 nicht möglich.

### Nokia E63
Das Nokia E63 ist eine Version des Nokia E71 mit verringerter Ausstattung. Es verfügt wie das E71 über eine vollständige QWERTZ-Tastatur, WLAN, UMTS, VoIP, Quadband-GSM und einen 1500 mAh starken Akku. Im Gegensatz zum E71 besteht das etwas dickere Gehäuse des E63 aus Kunststoff anstatt Metall und es hat kein GPS oder HSDPA; auf Infrarot verzichtete Nokia hier ebenfalls. Das E63 verfügt über eine 2-Megapixel-Kamera ohne Autofocus. Es ist das erste Gerät der Eseries mit einem üblichen 3,5-mm-Kopfhöreranschluss. Das E63 ist in einer blauen, einer roten und einer schwarzen Variante erhältlich.

### Nokia E65

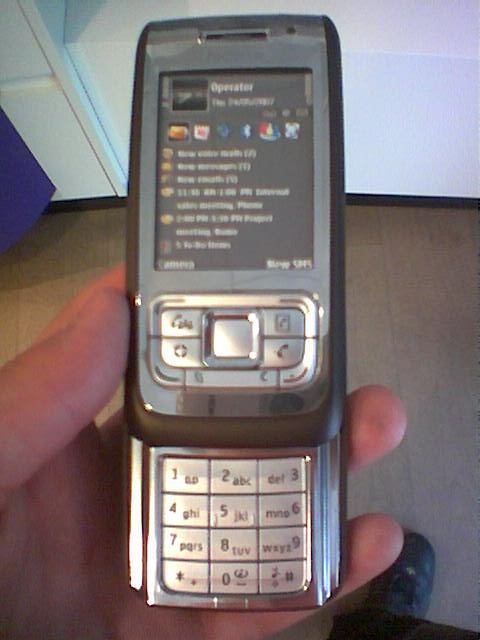
Nokia E65

Das E65 ist ein UMTS-Slider-Handy mit vielfältigen Geschäftsfunktionen und ist zudem imstande, Telefongespräche über VoIP zu führen. Neben WLAN und der damit verbundenen Voice-over-IP-Funktionalität verfügt es über eine 2-Megapixel-Kamera, Bluetooth und Infrarot. Der interne Speicher umfasst 50 MB und kann mit MicroSD-Karten (die allerdings eine maximale Größe von nur 2 GB haben dürfen) erweitert werden. Oberhalb des Displays befindet sich ein Lichtsensor, der es dem Handy ermöglicht, das Display auf die Umgebungshelligkeit einzustellen. Außerdem besitzt es noch einen Musik-Player, der sowohl MP3 als auch AAC abspielt, jedoch kein WMA verarbeitet. In Verbindung mit kompatiblen Projektoren lässt sich der Inhalt des Displays über Bluetooth an den Projektor schicken, was beispielsweise für Präsentationen genutzt werden kann.

### Nokia E66

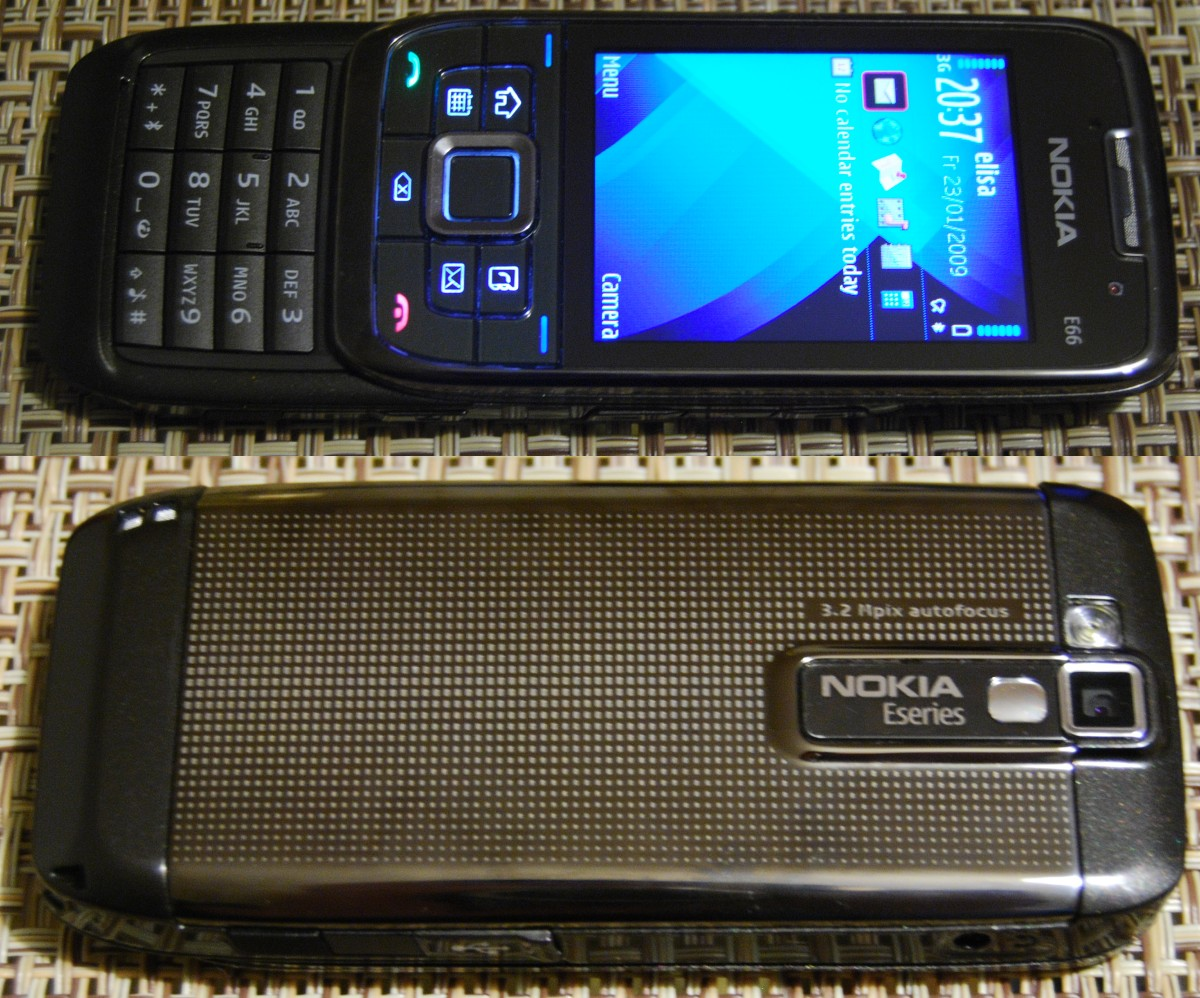
Nokia E66 von hinten/vorne

Das Nokia E66 ist ein HSDPA-fähiges UMTS-Mobiltelefon (3,6 MBit/s), das neben WLAN (IEEE 802.11b/g) über einen GPS-Empfänger verfügt. Zusätzlich verfügt es über eine 3,2-Megapixel-Autofokus-Kamera, die auch Videos mit 320 × 240 Pixeln aufnimmt, sowie eine Zweitkamera auf der Vorderseite für Videotelefonie. Der 110 MByte große interne Speicher lässt sich mittels microSD-Karten um maximal 16 GByte erweitern. Es verfügt über ein Display mit 240 × 320 Pixeln. Der eingebaute Mediaplayer spielt Videos und Musik in den Formaten MP3, AAC, M4A, WMA, MIDI, WAV, 3gp, MPEG-4, H.263, H.264 und RealMedia ab. Die auf dem Mobiltelefon gespeicherten Daten lassen sich über USB 2.0 und Bluetooth übertragen. Mit dem verwendeten Akku lässt sich das Nokia E66 260 Stunden in Bereitschaft betreiben. Die Sprechzeit beträgt maximal 7,5 Stunden. Als Betriebssystem kommt Symbian OS mit Series 60 3rd Ed. zum Einsatz.

### Nokia E70

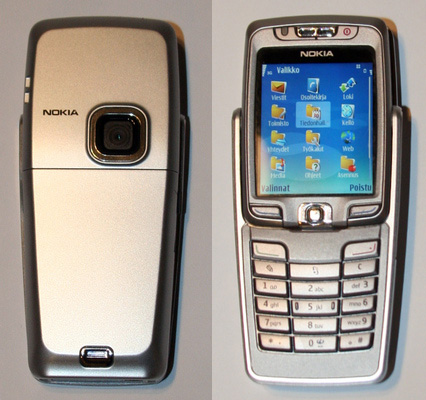
Nokia E70 von hinten/vorne

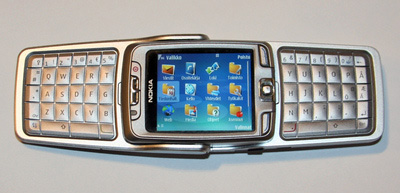
Nokia E70 geöffnet

Das Nokia E70 verfügt über eine horizontal über das Display ausklappbare Tastatur, eine 2-Megapixel-Kamera und ein Display mit 352 × 416 Pixeln. Ansonsten ähnelt es in der Ausstattung dem E61, inklusive UMTS und WLAN und der damit verbundenen Voice-over-IP-Funktionalität.

### Nokia E71

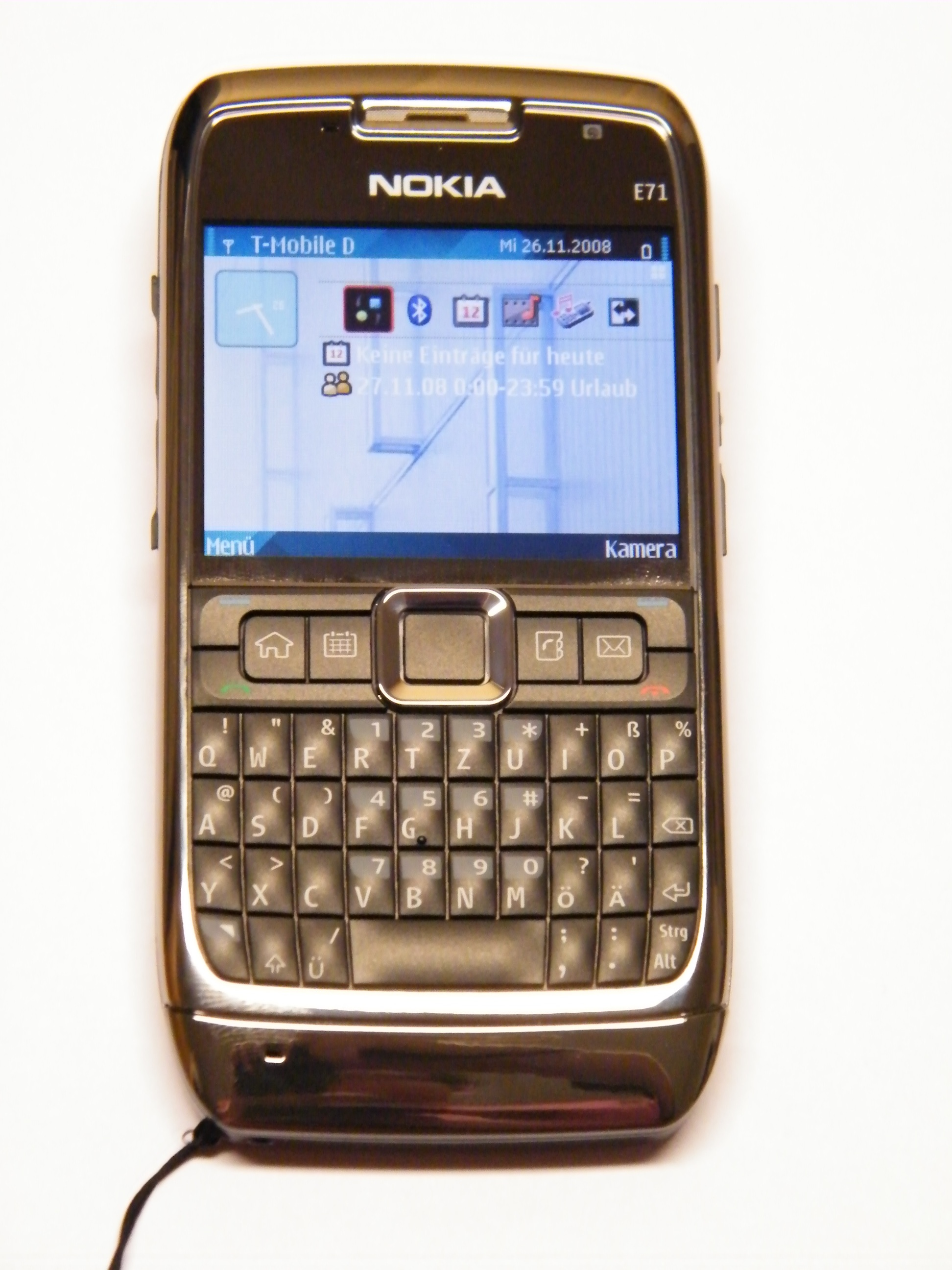
Nokia E71

Das Nokia E71 ist ein HSDPA-fähiges UMTS-Mobiltelefon (3,6 MBit/s), das neben WLAN (IEEE 802.11g) über einen GPS-Empfänger verfügt. Zusätzlich verfügt es über eine 3,2-Megapixel-Autofokus-Kamera, die auch Videos mit 320 × 240 Pixeln aufnimmt, sowie über eine Zweitkamera auf der Vorderseite für Videotelefonie. Der 110 MByte große interne Speicher lässt sich mittels microSD-Karten um maximal 16 GByte erweitern. Es verfügt über ein Display mit 320 × 240 Pixeln. Genauso wie das Nokia E61i verfügt es über eine komplette QWERTZ-Tastatur und ebenfalls über einen Akku mit 1500 mAh. Der eingebaute Mediaplayer spielt Videos und Musik in den Formaten MP3, AAC, M4A, WMA, MIDI, WAV, 3gp, MPEG-4, H.263, H.264 und Realmedia ab. Die auf dem Mobiltelefon gespeicherten Daten lassen sich über USB 2.0, IrDA und Bluetooth übertragen. Mit dem verwendeten Akku lässt sich das Nokia E71 17 (GSM) bzw. 20 Tage (UMTS) in Bereitschaft betreiben. Die Sprechzeit beträgt maximal 10,5 Stunden unter GSM und 4,5 Stunden unter UMTS. Als Betriebssystem kommt Symbian OS Series 60 3rd Ed. zum Einsatz.

### Nokia E72
Beim Nokia E72 handelt es sich um den Nachfolger des Nokia E71. Mit dem Nokia E71 teilt es den großen Akku mit 1500 mA, die QWERTZ-Tastatur und das Display mit 320 × 240 Pixeln. Die Datenübertragungsrate bei HSDPA wurde auf 10,2 Mbit/s beschleunigt und um die HSUPA-Funktion mit bis zu 2 Mbit/s erweitert. Der interne Speicher ist nun 250 MB groß und kann, wie beim E71, mit microSD-Karten um bis zu 16 GB erweitert werden. Die Auflösung der Kamera wurde auf 5,0 Megapixel erhöht und der Klinkenstecker wurde von 2,5 mm auf 3,5 mm vergrößert. Die Leertaste dient als Schnellzugriff auf die eingebaute Taschenlampe.
Wie alle neuen Nokia-Modelle lässt sich das E72 nun auch über eine micro-USB-2.0-Schnittstelle laden und unkompliziert als externer Datenspeicher verwenden. Leicht verbessert wurden auch die Sprechzeiten, die nun laut Nokia 12,5 Stunden im GSM-Netz, bei UMTS etwa 6 Stunden und bei Voice-over-IP knapp 14 Stunden betragen sollen.

### Nokia E75

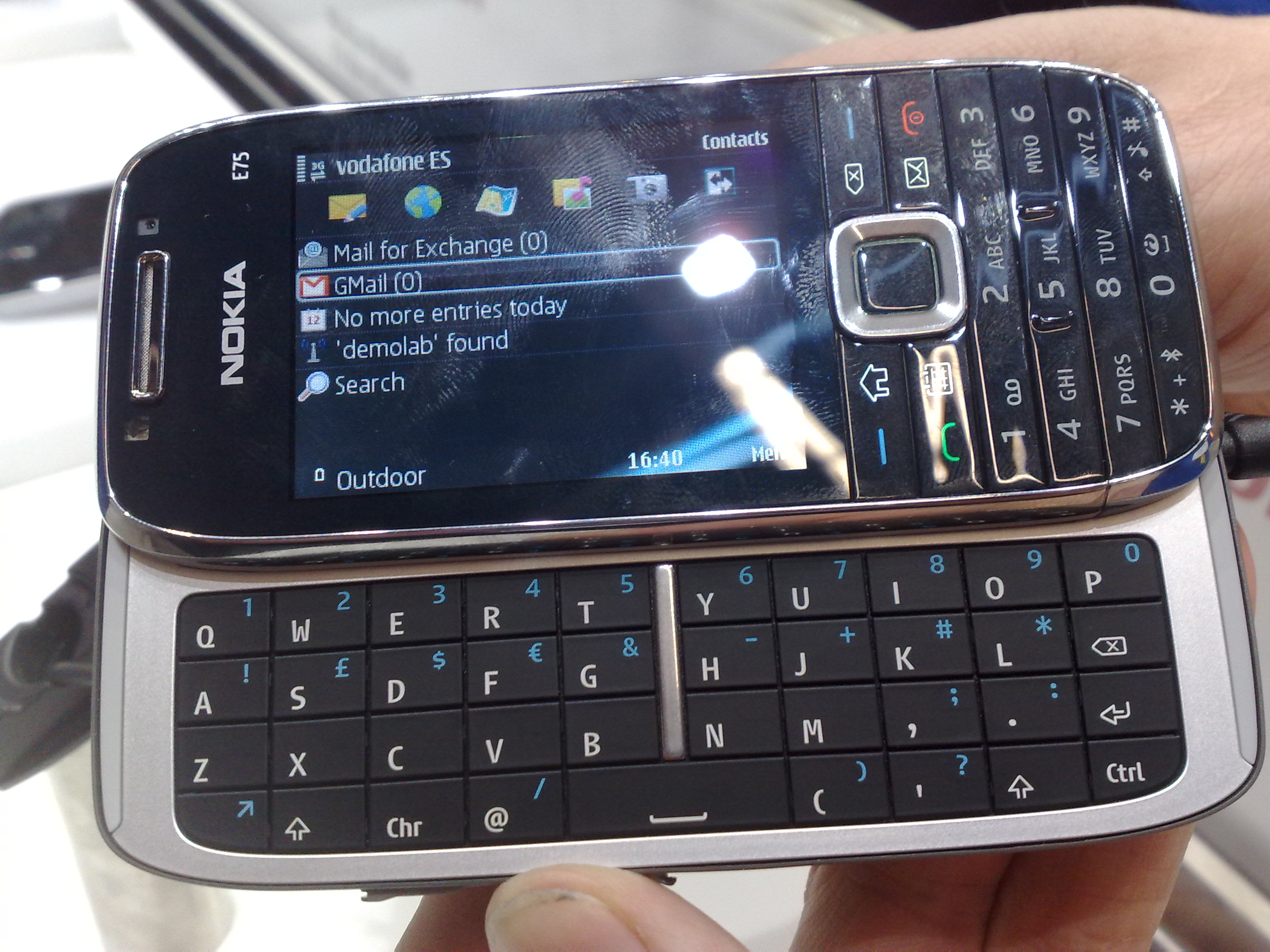
Nokia E75

Das Nokia E75 ist ein Slider, der über eine komplette QWERTZ-Tastatur im Querformat verfügt. Neben GSM, UMTS und WLAN unterstützt es HSDPA (3,6 MBit/s) und A-GPS. Es verfügt über ein QVGA-Display mit Bewegungs-Sensor und über eine 3,2-Mpix-Kamera. Der mit 50 MB recht kleine interne Speicher kann mittels microSD-Karten um bis zu 16 GB erweitert werden. Neben Bluetooth 2.0 verfügt es über einen 3,5-mm-Anschluss für handelsübliche Kopfhörer und einen micro-USB-Anschluss, der USB 2.0 beherrscht und über den das Handy auch geladen werden kann. Das mit 139 g relativ schwere Handy besitzt wie das E66 einen Akku mit 1000 mAh, der Stand-by-Zeiten von bis zu 260 Std. in UMTS- und 280 Stunden in GSM-Netzen ermöglicht. Es ist das erste Gerät der Eseries, das die N-Gage-Games unterstützt.

### Nokia E90 Communicator

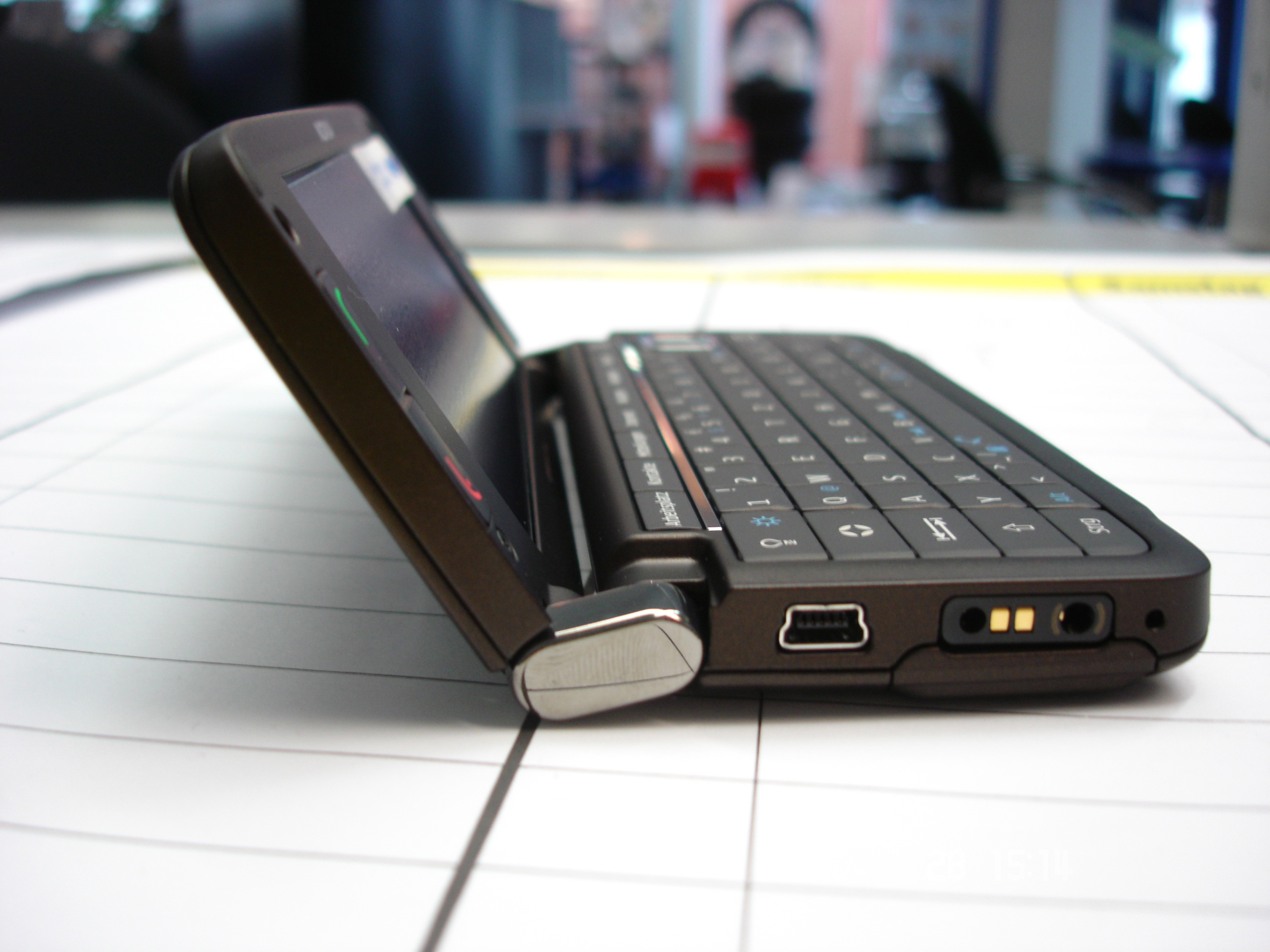
Nokia E90

Der Nokia E90 Communicator ist der Nachfolger des Nokia 9500 Communicators. Besonderheit ist der große innere Bildschirm mit einer Auflösung von 800 × 352 Pixeln und die Verwendung der Serie 60 3rd Edition Feature Pack 1 mit nahtloser Umschaltung zwischen Innen- und Außendisplay. Er verfügt nun über Quadband-GSM, UMTS, HSDPA und einem GPS-Empfänger. Wie in allen Communicator-Modellen ist eine vollständige QWERTZ-Tastatur integriert. Zudem wurden eine interne QCIF- und eine externe 3,2-Megapixel-Kamera für Foto und Video eingebaut, die auch ein Blitzlicht besitzt. Das Gerät verfügt über einen internen Speicher mit 128 MB und kann mit Micro-SD-Karten um bis zu 32 GB erweitert werden. Dieses 210 Gramm schwere Modell ist weltweit seit dem 3. Quartal 2007 verfügbar.

### Nokia E5
Das Nokia E5 wurde am 13. April 2010 vorgestellt. Es verfügt über Quadband-GSM mit EDGE, UMTS mit HSDPA (10,2 Mbit/s) und HSUPA (2 Mbit/s), WLAN und Bluetooth 2.0. Als Betriebssystem kommt Symbian OS S60 3rd Edition Feature Pack 2 zum Einsatz. Die Abmessungen betragen 115 mm × 58,9 mm × 12,8 mm und es wiegt dabei inklusive Akku 126 g. Im Stand-By-Betrieb kommt die Akkulaufzeit auf bis zu 29 Tage, die Gesprächszeit beträgt maximal 18,5 Stunden im GSM-Netz und 5,3 Stunden im UMTS-Netz. Das 2,4 Zoll große QVGA-Display zeigt 256.000 Farben an. Der 250 MB große interne Speicher lässt sich mittels microSD-Karten um maximal 32 GB erweitern. Zusätzlich verfügt das E5 über eine 5-Megapixel-Kamera, A-GPS und eine 3,5-mm-AV-Buchse.

### Nokia E6
Das Nokia E6 ist ein Mobiltelefon in der Bauform eines Blackberry wie die Modelle E61/71/72 und besitzt zusätzlich einen Touchscreen. Es wurde am 14. April 2011 erstmals in Berlin vorgestellt, also erst zwei Monate nach der Markteinführung des E7, und arbeitet wie dieses mit dem Betriebssystem Symbian³ „Anna“.

### Nokia E7

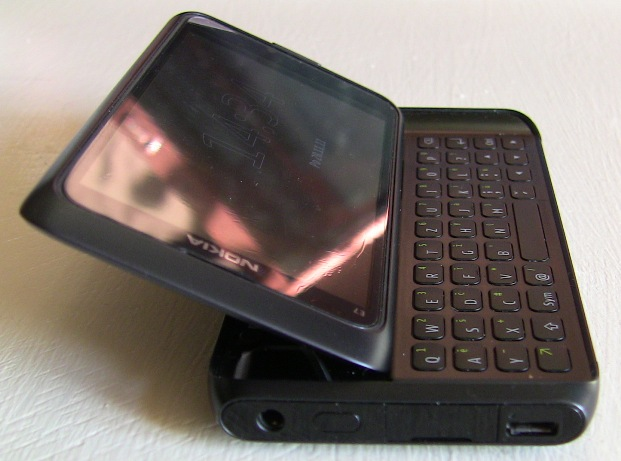
Nokia E7

Das Nokia E7 ist ein Slider-Handy und das erste Smartphone der ESeries, das mit dem Betriebssystem Symbian^3 ausgestattet ist. Es verfügt über einen 4"-AMOLED-Touchscreen mit einer Auflösung von 320 × 640 Pixeln und ClearBlack-Technik sowie über einen Prozessor mit 680 MHz. Der interne Speicher ist 16 GB groß, kann jedoch nicht durch eine Speicherkarte erweitert werden. Mit den Anschlüssen Bluetooth 3.0, Mini-USB 2.0, 3,5-mm-Kopfhöreranschluss und HDMI-Buchse befand sich das E7 zum Produktionszeitraum auf der Höhe der Zeit. Eine Micro-USB-Buchse ermöglicht nicht nur den Anschluss an einen Computer, sondern erlaubt auch die Anbindung von USB-Geräten wie z. B. USB-Sticks per USB-OTG oder USB-Mäusen. Hervorzuheben ist, dass dieses Modell über eine ausschiebbare QWERTZ-Tastatur verfügt, die Kamera löst 8 Megapixel auf und hat einen Doppel-LED-Blitz, jedoch nur einen Fixfokus. Der Akku hat eine Kapazität von 1200 mA und soll laut Nokia eine Stand-by-Zeit von 480/432 Stunden und Sprechzeiten von 9/5 Stunden (GSM/UMTS) ermöglichen. Dieses 175 Gramm schwere Telefon beherrscht die Funk-Standards Quadband-GSM, Dualband-UMTS und WLAN (b/g/n). Es war ab Februar 2011 in Deutschland erhältlich. Mittlerweile wurde die Produktion eingestellt.

## Technische Daten

### Erste Generation (Ankündigung Oktober 2005)
| Kenngröße                                      | E50                                                       | E60                                               | E61                                               | E70                                                                    |
| ---------------------------------------------- | --------------------------------------------------------- | ------------------------------------------------- | ------------------------------------------------- | ---------------------------------------------------------------------- |
| Verkaufsstart:                                 | 3. Quartal 2006                                           | 2. Quartal 2006                                   | 2. Quartal 2006                                   | 3. Quartal 2006                                                        |
| Funknetz:                                      | GSM Quadband 850/900/1800/1900 MHz                        | GSM Triband 900/1800/1900 MHz, UMTS               | GSM Quadband 850/900/1800/1900 MHz, UMTS          | GSM Triband 900/1800/1900 MHz, UMTS                                    |
| Maße:                                          | 113 mm × 43,5 mm × 15,5 mm (70 cm³)                       | 115 mm × 49 mm × 16,9 mm (96 cm³)                 | 117 mm × 69,7 mm × 14 mm (108 cm³)                | 117 mm × 53 mm × 22 mm (geschlossen) (102 cm³)                         |
| Gewicht:                                       | 104 g                                                     | 117 g                                             | 144 g                                             | 127 g                                                                  |
| Display-Auflösung: (Pixel)                     | 240 × 320                                                 | 352 × 416                                         | 320 × 240                                         | 352 × 416                                                              |
| Display-Farbtiefe:                             | 262.144                                                   | 16,7 Mio.                                         | 16,7 Mio.                                         | 16,7 Mio.                                                              |
| Akkulaufzeit (Stand-By): (nur GSM, laut Nokia) | 9 Tage                                                    | 8–12 Tage                                         | 13–17 Tage                                        | 10–14 Tage                                                             |
| Betriebssystem:                                | Symbian OS 9.1                                            | Symbian OS 9.1                                    | Symbian OS 9.1                                    | Symbian OS 9.1                                                         |
| Benutzeroberfläche:                            | Series 60 3rd Edition                                     | Series 60 3rd Edition                             | Series 60 3rd Edition                             | Series 60 3rd Edition                                                  |
| Schnittstellen:                                | Bluetooth Infrarot, USB, Nokia Pop-Port                   | WLAN Bluetooth Infrarot, USB, Nokia Pop-Port      | WLAN Bluetooth Infrarot, USB, Nokia Pop-Port      | WLAN Bluetooth Infrarot, USB, Nokia Pop-Port                           |
| Kamera:                                        | 1,3 MP (optional)                                         | – (keine Kamera)                                  | – (keine Kamera)                                  | 2 MP                                                                   |
| CPU:                                           | TI OMAP 1710 (Architektur: ARM-926), 235 MHz              | Dual TI OMAP 1710 (Architektur: ARM-926), 220 MHz | Dual TI OMAP 1710 (Architektur: ARM-926), 220 MHz | Dual TI OMAP 1710 (Architektur: ARM-926), 220 MHz                      |
| Besonderheiten:                                | Kamera optional, erhältlich in Metal Black / Black / Weiß |                                                   | vollständige Tastatur, großes Querformat-Display  | vollständige, ausklappbare Tastatur, auch in Schwarz/Silber erhältlich |

### Zweite Generation
| Kenngröße                                      | E51                                              | E61i                                     | E65                                          | E90                                              |
| ---------------------------------------------- | ------------------------------------------------ | ---------------------------------------- | -------------------------------------------- | ------------------------------------------------ |
| Verkaufsstart:                                 | 4. Quartal 2007                                  | 2. Quartal 2007                          | 2. Quartal 2007                              | 3. Quartal 2007                                  |
| Funknetz:                                      | GSM Quadband 850/900/1800/1900 MHz, UMTS (HSDPA) | GSM Quadband 850/900/1800/1900 MHz, UMTS | GSM Quadband 850/900/1800/1900 MHz, UMTS     | GSM Quadband 850/900/1800/1900 MHz, UMTS (HSDPA) |
| Maße:                                          | 115 mm × 47 mm × 13 mm (70 cm³)                  | 117 mm × 70 mm × 14 mm (115 cm³)         | 105 mm × 49 mm × 15,5 mm (74 cm³)            | 132 mm × 57 mm × 20 mm (140 cm³)                 |
| Gewicht:                                       | 100 g                                            | 150 g                                    | 115 g                                        | 210 g                                            |
| Display-Auflösung: (Pixel)                     | 240 × 320                                        | 320 × 240                                | 240 × 320                                    | 800 × 352 (innen) 240 × 320 (außen)              |
| Akkulaufzeit (Stand-By): (nur GSM, laut Nokia) | 13 Tage (320 Stunden)                            | 17 Tage (408 Stunden)                    | 7–11 Tage (264 Stunden)                      | 14 Tage (336 Stunden)                            |
| Betriebssystem:                                | Symbian OS 9.2                                   | Symbian OS 9.1                           | Symbian OS 9.1                               | Symbian OS 9.2                                   |
| Benutzeroberfläche:                            | Series 60 3rd Edition FP1                        | Series 60 3rd Edition                    | Series 60 3rd Edition                        | Series 60 3rd Edition FP1                        |
| Schnittstellen:                                | WLAN Bluetooth Infrarot USB                      | WLAN Bluetooth Infrarot USB              | WLAN Bluetooth Infrarot, USB, Nokia Pop-Port | WLAN Bluetooth Infrarot USB                      |
| Kamera:                                        | 2 MP                                             | 2 MP                                     | 2 MP                                         | 3,2 MP                                           |
| Besonderheiten:                                | Auch ohne Kamera erhältlich (E51-2)              | mit VPN-Software                         | Schlankes Handy zum Aufschieben              | GPS-Empfänger, QWERTZ-Tastatur                   |
| Arbeitsspeicher:                               | 96 MB                                            | 64 MB                                    | 64 MB                                        | 128 MB                                           |
| Prozessortakt:                                 | ARM11 369 MHz                                    | Dual ARM9 220 MHz                        | Dual ARM9 220 MHz                            | Dual ARM11 332 MHz                               |

### Dritte Generation
| Kenngröße                                      | E5 | E6 | E7 |
| ---------------------------------------------- | --- | --- | --- |
| Verkaufsstart:                                 | August 2010 | Juni 2011 | Februar 2011 |
| Funknetze                                      | GSM Quadband 850/900/1800/1900 MHz; UMTS (HSPA: HSDPA bis 10,2 MBit/s, HSUPA bis 2 MBit/s)                                                                                         | GSM Quadband 850/900/1800/1900 MHz; UMTS (HSPA: HSDPA bis 10,2 MBit/s, HSUPA bis 2 MBit/s)                                                                                         | GSM Quadband 850/900/1800/1900 MHz; UMTS (HSPA: HSDPA bis 10,2 MBit/s, HSUPA bis 2 MBit/s)                                                                                         |
| Maße:                                          | 115 mm × 58,9 mm × 12,8 mm (75 cm³) | 115,5 mm × 59 mm × 10,5 mm (66 cm³) | 123,7 mm × 62,4 mm × 13,6 mm (104,9 cm³) |
| Gewicht:                                       | 126 g | 133 g | 176 g |
| Display-Auflösung: (Pixel)                     | 320 × 240 | 640 × 480 | 640 × 360 |
| Akkulaufzeit (Stand-By): (nur GSM, laut Nokia) | 26 Tage (635 Std.) | 28 Tage (681 Std.) | 18 Tage (432 Std.) |
| Betriebssystem:                                | Symbian V9.3, Series 60 rel. 3.2 | Symbian Anna (Update auf Nokia Belle möglich) | Symbian^3 (Update auf Symbian Anna oder Nokia Belle möglich) |
| Schnittstellen:                                | WLAN (802.11b, g) Bluetooth 2.0 microUSB | WLAN (802.11b, g, n) Bluetooth 3.0 microUSB (OTG) Video out | WLAN (802.11b, g, n) Bluetooth 3.0 microUSB (OTG) Video out; HDMI |
| Kamera:                                        | 5 Megapixel (MP) (Fixfocus) | 8 MP (Fixfocus) | 8 MP |
| Videokamera:                                   | VGA (640 × 480 Pixel) | 720p (1280 × 720 Pixel) | 720p (1280 × 720 Pixel) |
| Akkukapazität:                                 | 1200 mAh | 1500 mAh | 1200 mAh |
| Weitere Ausstattungsmerkmale:                  | VPN-Software, SIP-Software (IP-Telefonie), GPS-Empfänger, Navigations-Software, Flash-Software, Sprachbefehle (Voice dial, Voice commands), UKW-Radio (mit RDS), Digitaler Kompass | VPN-Software, SIP-Software (IP-Telefonie), GPS-Empfänger, Navigations-Software, Flash-Software, Sprachbefehle (Voice dial, Voice commands), UKW-Radio (mit RDS), Digitaler Kompass | VPN-Software, SIP-Software (IP-Telefonie), GPS-Empfänger, Navigations-Software, Flash-Software, Sprachbefehle (Voice dial, Voice commands), UKW-Radio (mit RDS), Digitaler Kompass |
| Besonderheiten:                                | QWERTZ-Tastatur | QWERTZ-Tastatur, Kapazitiver Touchscreen (TFT) | QWERTZ-Tastatur, Display zum Aufschieben, Kapazitiver Touchscreen (AMOLED) |
| Arbeitsspeicher:                               | 256 MB | 256 MB, ROM: 1 GB | 256 MB, ROM: 1 GB |
| Benutzerspeicher:                              | 250 MB | 8 GB | 16 GB |
| Speichererweiterung:                           | microSDHC, bis 32 GB | microSDHC, bis 32 GB | Speicher nicht erweiterbar |
| Prozessortakt:                                 | 600 MHz, ARM 11 | 680 MHz, ARM 11 | 680 MHz, ARM 11 |